# Kagel (Grünheide (Mark))
Der Ort Kagel ist Teil der Gemeinde Grünheide im brandenburgischen Landkreis Oder-Spree.

## Geografische Lage
Östlich der Ortslage Kagel-Möllensee befindet sich der Elsensee, der vom Lichtenower Mühlenfließ (auch Zinndorfer Mühlenfließ, Zinndorfer Fließ, oder Garzower Mühlenfließ) gespeist wird.
Durch das Dorf führte früher eine bedeutende Handelsstraße von Berlin über Friedrichsfelde, Biesdorf und Tasdorf quer durch den Kageler „Seenpass“ (zwischen Baberow- und Bauernsee), über den Löcknitzpass bei Liebenberg in Richtung Lebus und endet in Frankfurt (Oder).

## Geschichte

### Frühzeit bis 15. Jahrhundert
In der Umgebung von Kagel sind archäologische Spuren slawischer Besiedlung bekannt.
Der Ort wurde erstmals 1375 im Landbuch Kaiser Karl IV. als Kugele, Kogele erwähnt. In dieser Zeit befand sich in Kagel eine Niederlassung (curia) des Zisterzienserklosters Zinna, von dem aus es seine Besitzungen im Barnim verwaltete. Das Dorf war 26 Hufen groß, davon standen dem Pfarrer zwei Pfarrhufen zu. Im Dorf lebten neun Kossäten, die unter anderem auch Fischerei betrieben und von den damit erzielten Erträgen Abgaben leisten mussten. Außerdem gab es einen Krug sowie eine Mühle in Liebenberg. Die Schreibweise wechselte zu zcur Kogele im Jahr 1436 auf Cagel im Jahr 1480. In dieser Zeit besaß der Schulze im Jahr 1471 vier Lehnhufen, eine Wiese neben der Löcknitz und eine Wörde in der Lehn. Er zahlte ein Kalkgeld und war zur Hälfte an den Erträgen aus einer Bienenzucht beteiligt. Die andere Hälfte stand dem Krüger, einem Kossäten, zu, der außerdem eine Wiese am Möllensee sowie eine Wiese an der Löcknitz besaß. Es gab weiterhin zwei Zweihufner und 15 Kossäten, die in Summe 22 Hufen bewirtschafteten. Die Einwohner hatten mittlerweile eine 138 Morgen (Mg) große Heidefläche zum Acker umgewandelt, die von 20 Personen sowie dem Müller aus Liebenberg bewirtschaftet wurden. Die Bewohner hatten außerdem das Recht, in einem eigenen Gehölz zu schlagen, das vom Hohenbruch bis an den Mönchwinkel reichte. Der Pfarrer besaß nach wie vor zwei Hufe, die Kirche drei Stück Land. Im Jahr 1480 war ein Kossätenhof wüst gefallen; ein Jahr später vernichtete ein Unwetter große Teile der Ernte.

### 16. und 17. Jahrhundert
Nach der Reformation kam der Ort im Jahr 1553 zum Amt Rüdersdorf. Der Schulze musste 1574 mittlerweile für seine vier Hufen keine Abgaben mehr leisten. Außerdem gab es neun Zweihufner, 16 Kossäten sowie einen Hausmann mit 4 Mg Land. Fünf Hufner und zehn Kossäten leisteten einen Wasserzins. Von 22 Hufen erhielt der Pfarrer je ein Scheffel Roggen, der Küster die Hälfte. Im Jahr 1608 war lediglich von einem Lehn- bzw. Freischulzen die Rede. Im Jahr 1624 gab es zehn Hufner, einen Hirten, ein Paar Hausleute und einen Hirtenknecht. Die Gemarkung war 22 Hufen groß, der Pfarrer konnte mittlerweile auf vier Hufen zurückgreifen. Im Dreißigjährigen Krieg litt Kagel, wie die ganze Region, unter den Kriegsfolgen. Die Einwohnerzahl betrug 1624 nur noch 83 Menschen. In den folgenden Jahren erholte sich das Dorf nur langsam. So ist aus dem Jahr 1652 bekannt, der der Schulze war nach wie vor vier Hufen bewirtschaftete, diese aber teilweise bewachsen waren. Die Erbwiese mit einem Hopfengarten hinter dem Hof war verwildert, der Erbkrug lag wüst. Von den acht Zweihufnerhöfen lagen fünf wüst, von den 18 Kossätenhofen immerhin noch sieben. Die zwei Pfarrhufen waren zum Teil bewachsen, die Kirchhuf ebenfalls nur teilweise. Der Dorfacker wurde als „sandig“ bezeichnet, jeder Bauer brachte nur zu Land zu etwa sechs Scheffel Saat aus, die vier Kossäten zu etwa zwei Scheffel Saat. Im Jahr 1685 waren es 22 schossbare Hufen und mittlerweile wieder vier Pfarrhufen.

### 18. und 19. Jahrhundert

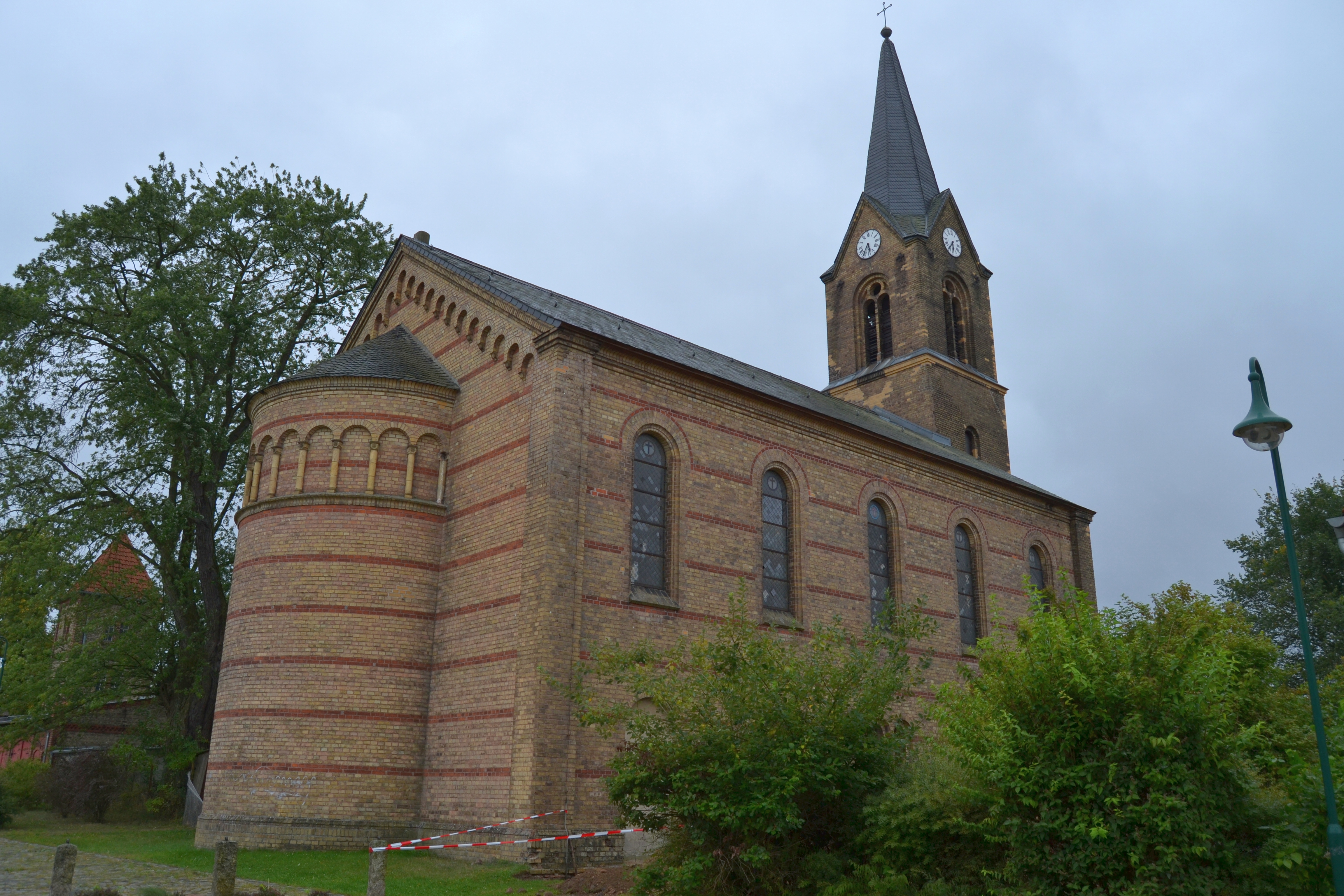
Dorfkirche

Im Jahr 1705 lebten im Dorf zehn Hufner, 16 Kossäten, der Hirte und ein Schmied auf nach wie vor 22 Hufen. Ihre Anzahl änderte sich nur unwesentlich auf zehn Bauern und 14 Kossäten im Jahr 1745. Im Jahr 1772 lebten in Kagel der Freischulze, neun Bauern und Halbbauern, 26 Kossäten und Büdner; kurz darauf wurden auch ein Hirte mit Vieh, dessen Knecht und ein Laufschmied erwähnt (1776).
Im Dorf lebten im Jahr 1801 ein Lehnschulze, acht Ganzbauern, 16 Ganzkossäten, 14 Büdner, ein Einlieger und ein Radmacher. Es gab außerdem eine Schmiede und einen Krug; in Summe betrieben die Einwohner 43 Feuerstellen (= Haushalte). Bis 1840 war Kagel auf 51 Wohnhäuser angewachsen. Das Dorf wuchs weiter auf sieben Bauern, 22 Kossäten und 69 andere Familien im Jahr 1856. Vier Jahre später gab es fünf Abbauten sowie fünf öffentliche, 88 Wohn- und 149 Wirtschaftsgebäude, darunter auch eine Getreidemühle. 1868 riss die Kirchengemeinde die alte Fachwerkkirche ab und errichtete einen Ziegelsteinbau.

### 20. und 21. Jahrhundert
Zur Jahrhundertwende standen im Dorf 111 Häuser; im Jahr 1931 waren es bereits 122. Kagel wurde im Folgejahr Landgemeinde mit den Wohnplätzen Elsen und Jagdschloss. Im Jahr 1939 gab es einen land- und forstwirtschaftlichen Betrieb mit mehr als 100 Hektar (ha). 23 Betriebe waren zwischen 20 und 100 ha, 12 zwischen 10 und 20 ha, 9 zwischen 5 und 10 ha und 43 zwischen 0,5 und 5 ha groß.
Nach dem Zweiten Weltkrieg wurden 64 ha Fläche enteignet. 30 ha Wald gingen an zehn landarme Bauern, 34 ha Wald an eine Landgemeinde. Im Jahr 1959 gründete sich eine LPG Typ III mit 10 Mitgliedern, die im Folgejahr bereits 61 Mitglieder und 525 ha Fläche umfasste.
Nach der Wende in der DDR entwickelte sich der Ort. Insbesondere die Ansiedlung der Median Kliniken in Grünheide und die Mittelstandsförderung der Amtsgemeinde sorgten für den Zuzug zahlreicher Menschen. Im Jahr 2009 lebten etwa 1050 Menschen in Kagel. Kulturelles Zentrum des Ortes ist das Bürgerhaus, in dem die Veranstaltungen stattfinden. Am 31. Dezember 2001 wurde Kagel nach Grünheide (Mark) eingemeindet.

## Bevölkerungsentwicklung
| Jahr      | 1734 | 1772 | 1801 | 1817 | 1840 | 1858 | 1895 | 1925 | 1939 | 1946 | 1964 | 1971 |
| Einwohner | 189  | 336  | 289  | 282  | 405  | 550  | 623  | 644  | 822  | 709  | 653  | 654  |

## Kultur und Sehenswürdigkeiten

### Baudenkmale

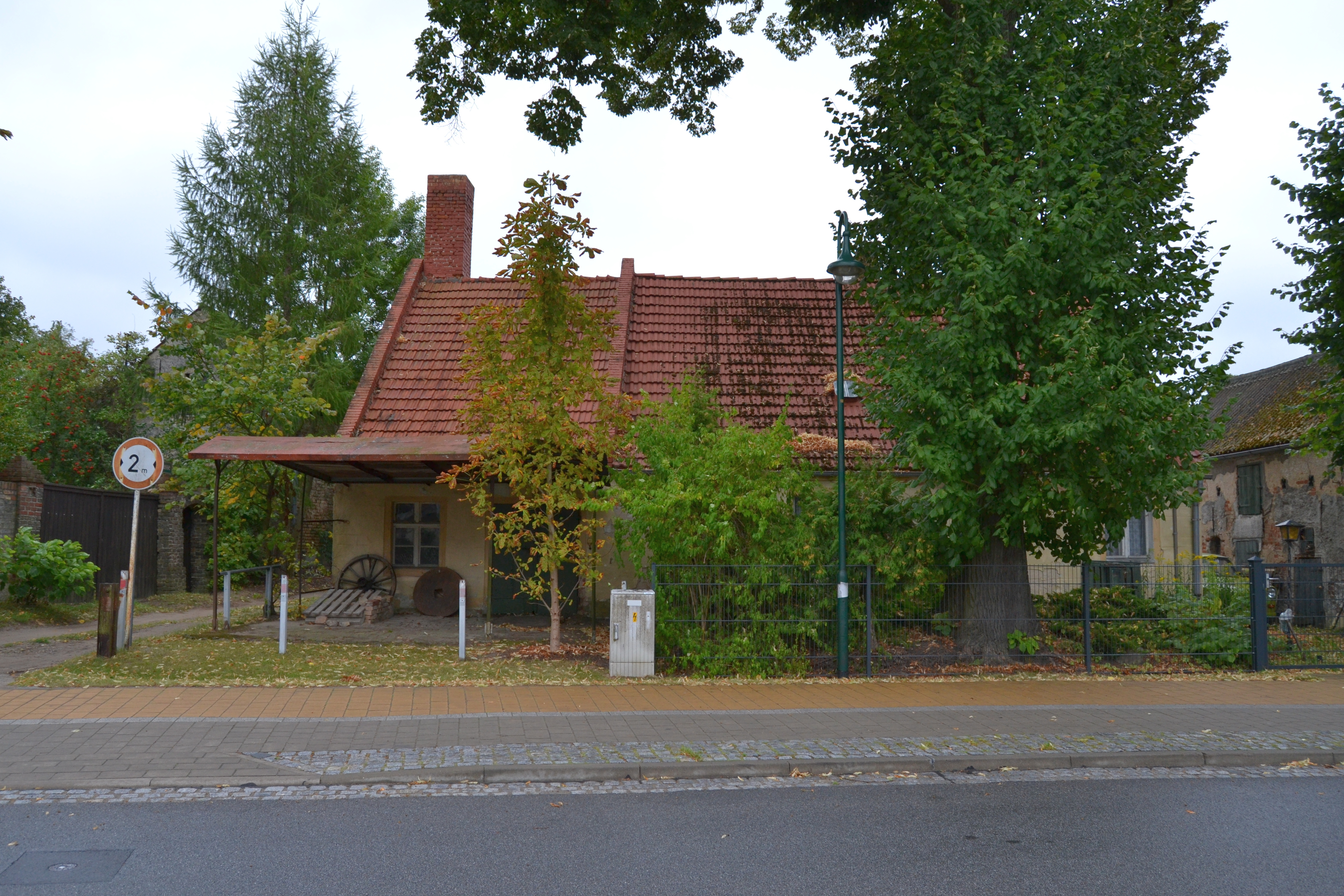
Ehemalige Schmiede

- Die Dorfkirche Kagel ist eine Saalkirche im Rundbogenstil, die in den Jahren 1869 bis 1871 nach einem Entwurf des Bauinspektors Eduard Bürkner aus gelbem Mauerstein errichtet wurde. Die Kirchenausstattung stammt aus der Bauzeit.
- Alte Schmiede
- Lehnshofsscheune[4]

### Ehemalige Gebäudekomplexe
- Ehemaliger Hof des Klosters Zinna: Bei Ausgrabungen im Jahr 1882, die das Märkische Museum Berlin durchführte, fanden Archäologen Reste von mittelalterlichem Feldsteinmauerwerk. Dieses gehörte wahrscheinlich zum Hof der Zisterzienser aus dem Kloster Zinna.
- Ehemaliges Schloss: Am Bauernsee erbaute sich der Chemiefabrikant Kahlbaum 1902 ein Jagdschloss. Der Überlieferung zufolge sollen die letzten riesigen Feldsteine der mittelalterlichen Zinnaer Niederlassung dort ihren Platz in einer künstlichen Grotte im Park des Schlosses gefunden haben. Nach dem Ersten Weltkrieg verkaufte Kahlbaum das Kageler Schloss an den Großhändler Heinrichs. Nach dem Zweiten Weltkrieg wurde das Schloss zum Abriss freigegeben. Nur das Wirtschaftsgebäude blieb stehen und wurde zu DDR-Zeiten vom VEB Messelektronik als Kinderferienlager genutzt. Nach der Wende 1990 hatte das Gebäude keinen Nutzer mehr und wurde durch Vandalismus beschädigt.
- Ehemaliger Bunker der NVA: In der Nähe des Ortes befand sich die erste von der DDR gebaute Bunkeranlage, der vom Ministerium für Nationale Verteidigung als Funkzentrale genutzte Bunker Kagel.

### Regelmäßige Veranstaltungen
In den Dörfern des ehemaligen Amtes Rüdersdorf bestand bis etwa Mitte des vorigen Jahrhunderts unter der Bezeichnung „Jungnachbardienst“ eine aus alter Zeit überkommene Einrichtung. Der Nachbardienst legte dem jüngsten Wirt des Ortes, dem jüngsten Besitzer eines Anwesens, ganz gleich, ob er eine Wirtschaft durch Kauf, Erbschaft oder andere Weise erworben hat, gewisse Verpflichtungen und Dienste dem Ortsschulzen und dem Dorfgericht gegenüber auf, und zwar so lange, bis ein anderer ihn ablöste.

## Persönlichkeiten
- Der Schriftsteller Gerhart Hauptmann war häufig beim ortsansässigen Schriftsteller Moritz Heimann (1868–1925) in Kagel zu Gast.
- In Kagel lebte bis zuletzt Günter Sarge (1930–2019), ein deutscher Jurist, der Präsident des Obersten Gerichts der DDR war.